# Equilibrado de carga
Este artículo trata sobre el concepto eléctrico; para el concepto informático, véanse Balance de carga y Equilibrador de carga.

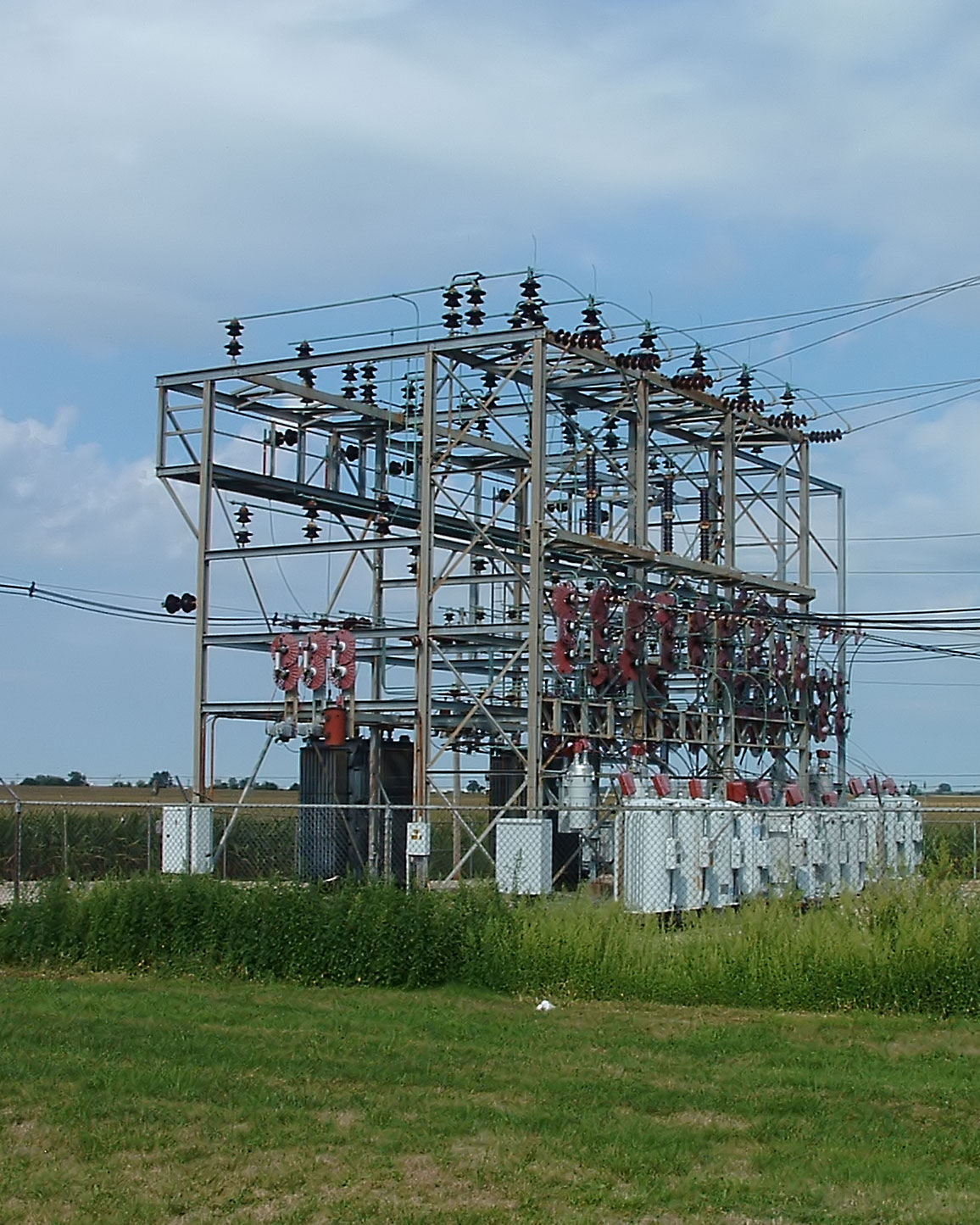
Subestación eléctrica

El equilibrado de carga es el uso de varias técnicas por parte de las centrales eléctricas para almacenar la energía sobrante durante periodos de demanda baja e inyectarla en la red eléctrica cuando la demanda aumenta. El objetivo es que el sistema eléctrico tenga un factor de carga de 1.
El almacenamiento de energía habitualmente se hace dentro de la red de transmisión sin implicar al consumidor. Alternativamente, este almacenamiento puede ser distribuido e implicar al cliente, por ejemplo en acumuladores para calefacción que funcionan con tarifas de respuesta a la demanda como el modelo Economy 7 en el Reino Unido, o en un sistema vehículo-a-red para utilizar, durante las horas punta, las baterías de los vehículos eléctricos parados como fuente de energía, y luego recargarlas en horas valle. El almacenamiento distribuido requiere incentivar a los consumidores para que participen, normalmente ofreciéndoles precios de la electricidad más baratos en horas valle.

## Baterías y red inteligente
Las centralitas telefónicas a menudo tenían conjuntos de baterías en sus sótanos, y antiguamente instalaciones como el Metro de Londres tuvieron sus propias centrales eléctricas, no solo para proporcionar cierta redundancia, sino también para utilizar la red eléctrica con el fin de equilibrar la carga. Hoy estas formas de alimentación se han reemplazado por el suministro directo de la red eléctrica general, así que ya no están disponibles para que dicha red equilibre su carga.
Las soluciones actuales para el equilibrado de carga se centran en la tecnología de red eléctrica inteligente (smart grid), en la que muchos consumidores y aparatos industriales se comunican digitalmente con la compañía eléctrica, y pueden así desconectarse en horas punta y conectarse en horas valle.
En un sistema muy básico de equilibrado de la demanda, la compañía eléctrica envía una señal por la propia línea de energía eléctrica o por un chip de teléfono dedicado para conectar en horas valle un dispositivo de la casa y desconectarlo en horas punta. Este dispositivo puede ser la calefacción o un calentador de agua. El coste de la energía para este dispositivo, normalmente de alto consumo, es inferior que si funcionara "a demanda», lo que hace interesante para el usuario participar en tal sistema.
Es posible ampliar este sistema básico a dispositivos más complejos, como lavavajillas, que, cuando reciben de la compañía la señal de que existe energía disponible a buen precio, y están en el modo "si hay energía barata», arrancarán solos. Los fabricantes de electrodomésticos pueden establecerles diferentes prioridades, y la compañía eléctrica puede enviar diferentes señales para ir poniendo en marcha los aparatos de prioridad más alta a la más baja según vaya habiendo más energía disponible. Un coche eléctrico incluso podría tener un modo «suministrar y cobrar", en el que, estando parado y conectado, cobraría por suministrar energía a la red cuando es más escasa y pagaría (pero un precio menor por kilovatio hora) absorbiendo energía para cargar sus baterías cuando la generación eléctrica es más abundante que la demanda.
El consumidor se beneficia porque consume la misma energía, pero parte de ella le sale más barata. La compañía eléctrica se beneficia porque necesita construir menos centrales de punta. Y además, si consigue animar el consumo cuando hay superávit de electricidad, puede acabar vendiendo más energía.